# Maryland
Maryland (AFI: [ˈmæɹ.ɪ.lənd]) este unul din cele 50 de state componente ale Statelor Unite ale Americii, fiind unul din așa-numitele Mid-Atlantic States. Maryland se găsește pe Coasta de est a SUA și a fost singura provincie cu drepturi speciale pentru catolici din cele 13 colonii inițiale ale Statelor Unite. La 28 aprilie 1788 a ratificat ca cel de-al șaptelea stat federal Constituția SUA (vezi listă a statelor SUA ordonate după data intrării în Uniune). Maryland mai este supranumit Statul vechii demarcații (The Old Line State) și Statul liber (The Free State). Istoria sa ca unul din statele de tranziție dintre Nord și Sud în timpul Războiul civil american (1861-1865) a făcut ca Maryland să prezinte aspecte atât ale Nordului SUA cât și ale Sudului SUA.

## Demografie

### 2010
Populația totală a statului în 2010: 5,773,552
Structura rasială în conformitate cu recensământul din 2010:
- 58.2% Albi (3,359,284)
- 29.4% Negri (1,700,298)
- 0.4% Americani Nativi (20,420)
- 5.5% Asiatici (318,853)
- 0.1% Hawaieni Nativi sau locuitori ai Insulelor Pacificului (3,157)
- 2.9% Două sau mai multe rase (164,708)
- 3.5% Altă rasă (206,832)
- 8.2% Hispanici sau Latino (de orice rasă) (470,632)

De asemenea, în acest stat, locuiesc foarte mulți polonezi, chinezi, ucraineni, ruși, irlandezi, evrei europeni, maghrebieni, indochinezi și africani.